# Sinagoga Hekhal Haness
A Sinagoga Hekhal Haness (בית הכנסת היכל הנס) está localizada no bairro de Malagnou em Genebra na Suíça e é o maior dos seis locais de culto judeu da cidade, num estilo sóbrio duma capacidade de 1 200 lugares. Inaugurada em 1972 é de construção inhabitual já que construída em subre-solo e coberta por um jardim que serve de telhado. Os ofício seguem o rito Sefardita.

## A História
Nessim Gaon esté na origem do Centro Hekhal Haness. Negociante genebrino descendente de uma família de construtores civil, nunca deixou de seguir os valores do judaísmo pelo que ofereceu a sinagoga à Comunidade Israelita de Genebra, cujos trabalhos de construção começam em 1970

## O Incêndio
A 24 de Maio de 2007, no segundo dia da celebração da festa judia Shavuot a entrada é completamente destruída por um incêndio. A sala de orações e todo o seu recheio santo não é atingido.

## A Arquitectura
Construída segundo a rito sefardita, além da sinagoga propriamente dita, contém salas de laser e um Mikvá para os banhos rituais. O centro compreende ainda uma cozinha, outros  salões, sala de leitura se um ginásio.